# Lípa ve Výškovicích
Lípa ve Výškovicích nebo též Výškovická lípa je památný strom u téměř zaniklé vsi Výškovice severovýchodně od Plané v okrese Tachov. Přibližně dvěstěletá lípa velkolistá (Tilia platyphyllos) roste před ruinou barokní kaple Dobré rady Panny Marie z roku 1775 v bývalé školní zahradě, v údolí Výškovického potoka v nadmořské výšce 686 m. V roce 1945 se ulámaly postranní větve na jižní a severní straně a z lípy zbylo torzo ve tvaru kříže tvořeného kmenem, východní a západní větví. Obvod kmene lípy měří 579 cm a 17 m široká koruna stromu dosahuje do výšky 32,5 m (měření 2000). Lípa je chráněna od roku 1993 pro svůj vzrůst, věk, estetickou hodnotu a jako součást památky.
Podle pověsti stála Výškovická lípa už v roce 1273, kdy jsou Výškovice poprvé připomínány, ale zcela určitě šlo o předchůdkyni dnešní lípy. Pod tehdejší mohutnou lípou se výškovičtí usedlíci shromažďovali po staletí při různých příležitostech a byla centrem vsi.

## Stromy v okolí
- Lípa u Pístovského památníku
- Bezvěrovské buky
- Boněnovská lípa
- Lípy u Tabákového mlýna
- Beranovská olše